# Desigualdade de gênero nos currículos
A desigualdade de gênero nos currículos expõe indícios de que os alunos do sexo feminino e masculino não são tratados igualmente em vários tipos de currículo, os quais estão divididos, principalmente, em dois: formal e informal. Os currículos formais são introduzidos por um governo ou uma instituição educacional. Além disso, são definidos como conjuntos de objetivos, conteúdos, recursos e avaliação. Os currículos informais, também definidos como ocultos ou não oficiais, referem-se a atitudes, valores, crenças, pressupostos, comportamentos e agendas não declaradas subjacentes ao processo de aprendizagem. Estes são formulados por indivíduos, famílias, sociedades, religiões, culturas e tradições.
Mais particularmente, a desigualdade de gênero é aparente no currículo das escolas e dos Institutos de Formação de Professores (IFPs). A educação física (EF) é particularmente delicada, pois muitas vezes surgem questões de igualdade de gênero provenientes de estereótipos preconcebidos de meninos e meninas. Acredita-se muitas vezes que os meninos são melhores em exercícios físicos do que as meninas e que estas são melhores em atividades 'domésticas', incluindo costurar e cozinhar. Essa crença prevalece em muitas culturas ao redor do mundo e não está vinculada a apenas uma cultura.

## Linguagem e gênero curricular
Alguns objetivos curriculares mostram que a linguagem utilizada é tendenciosa ao gênero. De fato, pode acontecer que a própria linguagem possa comunicar o status de ser homem ou mulher, e o status de ser assertivo ou submisso. Em muitas culturas, 'ser homem' é expresso na linguagem como sendo confiante. No Japão, de acordo com Pavlenko, as alunas japonesas são levadas 'a ver o inglês como uma língua de empoderamento. Os alunos afirmam que o sistema de pronomes do inglês permite que eles se posicionem e se expressem de maneira diferente como indivíduos mais independentes do que quando falam japonês. Este exemplo mostra claramente como as línguas, refletindo as culturas, são a base para a introdução das desigualdades de gênero destacando os currículos.

## Estrutura curricular e gênero
Muitos Institutos de Formação de Professores (IFPs) em todo o mundo, que definem currículos, ou seja; diplomas de ensino, evidenciam uma lacuna preocupante no que diz respeito às questões de igualdade de gênero. Por exemplo, os alunos que provam estar preparados para se tornarem professores são ensinados em teorias da educação, a psicologia da aprendizagem, metodologias de ensino e gestão de aulas, entre outros e um ou dois cursos práticos. Não há destaque para questões relacionadas à igualdade de gênero em sua formação. Mesmo os cursos de desenho curricular ignoram essas questões. Essa omissão é altamente problemática e deve ser abordada pelos projetistas de currículos de IFPs. É importante que as questões de igualdade de gênero façam parte do currículo para ajudar os futuros professores a serem mais sensíveis a questões de igualdade de gênero. Assim, ao se tornarem professores, podem se tornar agentes de mudança em suas escolas.

## Conteúdo dos materiais instrucionais e gênero
Vários estudos mostraram que os livros didáticos reforçam as visões tradicionais de masculinidade e feminilidade e incentivam as crianças a aceitar uma ordem tradicional de gênero. Por exemplo, um estudo recente realizado por Kostas (2019) constataram que as personagens femininas nos livros didáticos do ensino fundamental eram retratadas principalmente como mães e donas de casa, enquanto os personagens masculinos eram identificados como chefes de família. Além disso, os professores costumam usar materiais, incluindo textos, imagens ou exemplos que reforçam papéis estereotipados. Exemplos típicos dados incluem papéis do pai (lendo o jornal) e da mãe (servindo o jantar); o médico (masculino) e a enfermeira (feminino); jogando bola (menino) e penteando o cabelo da boneca (menina). Ao fazer isso, os professores também estão promovendo o preconceito de gênero que também favorece as meninas. Por exemplo, bullying e barulho para meninos e polidez e gentileza para meninas. O sexismo não favorece apenas os homens sobre as mulheres; também pode ir ao contrário. Ambos são negativos quando se considera uma relação saudável entre o professor e o aluno.

## Um currículo com igualdade de gênero
Um currículo com igualdade de gênero mostra a diversidade da sociedade ao aumentar os exemplos que destacam personagens femininas de sucesso nos textos, bem como nos exemplos usados durante as aulas. Materiais instrucionais, incluindo livros didáticos, apostilas ou livros de exercícios, devem ser estudados para determinar se são tendenciosos, neutros em relação ao gênero ou sensíveis/responsivos ao gênero. Nos Institutos de Formação de Professores (IFPs), os currículos precisam incluir elementos que reconheçam questões relacionadas à igualdade de gênero nos materiais de aprendizagem e como essas questões podem ser enfrentadas pelos professores quando eles assumem a profissão e começam a usar esses materiais em suas aulas.
Um currículo de qualidade deve incluir a igualdade de gênero como resultado do ensino e aprendizagem nos IFPs, bem como nas escolas. Os sistemas educacionais que adotam aspectos de igualdade de gênero são capazes de:
- Revisar sua estrutura curricular para declarar explicitamente o compromisso com a igualdade de gênero.
- Enfatize atitudes e valores que promovam a igualdade de gênero.
- Garantir que o conteúdo do programa do curso inclua valores e atitudes de igualdade de gênero. Revisar livros didáticos e materiais de aprendizagem para se tornarem sensíveis ao gênero.
- Remova os estereótipos de gênero que contribuem para perpetuar as desigualdades de gênero.[1]